# マリア・ニコラエヴナ (ニコライ2世皇女)
マリア・ニコラエヴナ・ロマノヴァ（ロシア語: Мари́я Никола́евна Рома́нова, ラテン文字転写: Maria Nikolaievna Romanova, 1899年6月26日〈ロシア暦：6月14日〉- 1918年7月17日）は、最後のロシア皇帝ニコライ2世とアレクサンドラ皇后の第三皇女。ロシア大公女。1917年の二月革命で成立した臨時政府によって家族とともに監禁された。翌1918年7月17日未明にエカテリンブルクのイパチェフ館においてヤコフ・ユロフスキーが指揮する銃殺隊によって超法規的殺害（裁判手続きを踏まない殺人）が実行され、家族や従者とともに19歳の若さで銃殺された。2000年にロシア正教会によって新致命者として列聖された。
第一次世界大戦中には2人の姉のように赤十字の看護師になるにはまだ若過ぎたため、その代わりに病院の後援者となって負傷した兵士たちを見舞った。生涯を通じてロシア軍の兵士に強い関心を持ち、兵士と結婚して大家族を持つことを夢見ていた。1991年にエカテリンブルク近郊の森林で殺害された皇帝一家の遺骨が発掘されたが、欠落していた大公女の遺骨は彼女のものであるかもしれないことが示唆された。しかしながら、2007年に別の場所で欠落していた大公女の遺骨も発見され、DNA鑑定によって1918年に皇帝一家全員がエカテリンブルクで殺害され、一人も生存していなかったことが証明された。

## 幼少期

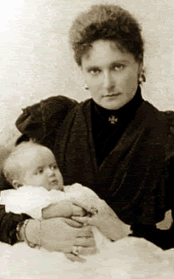
1899年。マリアを抱く母親のアレクサンドラ皇后

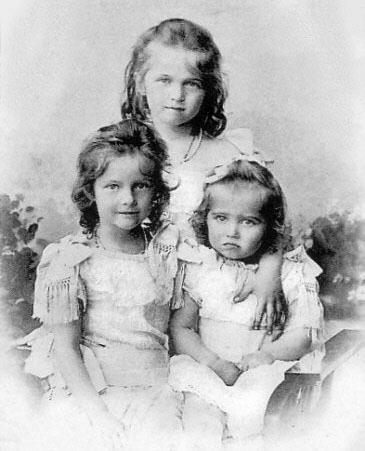
1901年。姉のオリガ（後）、タチアナ（前左）と

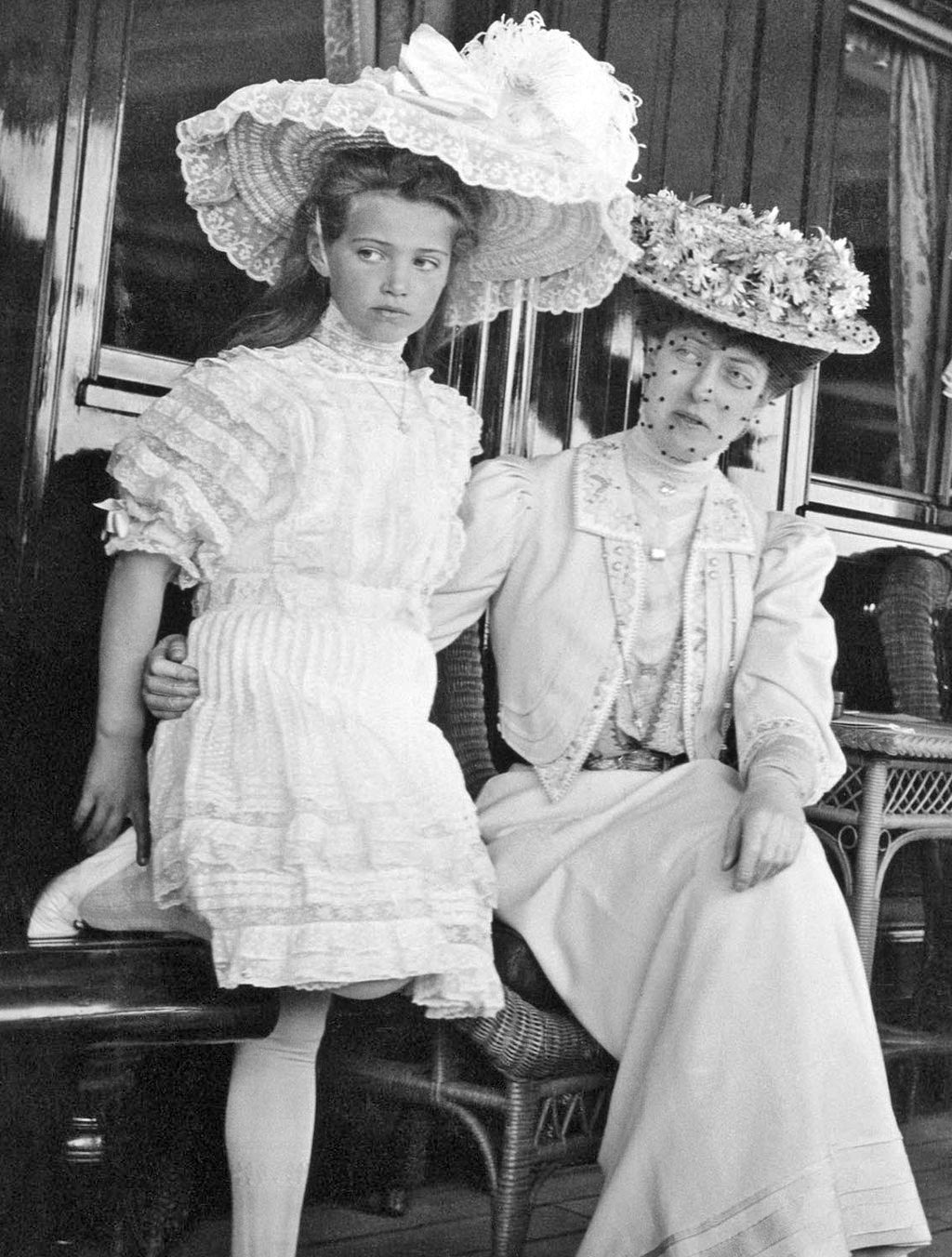
皇室ヨット『スタンダルト』号にて。両親の従姉妹にあたるイギリス王女ヴィクトリアと（1908年）

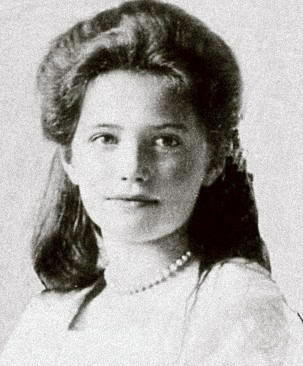
1909年

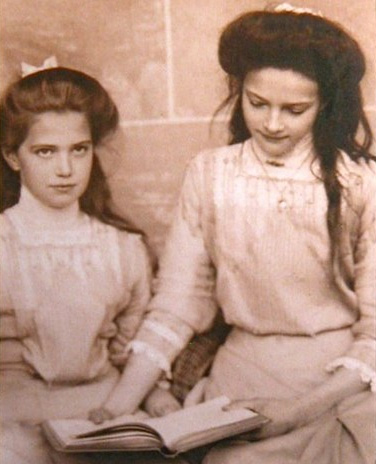
1910年。マリアとタチアナ（右）

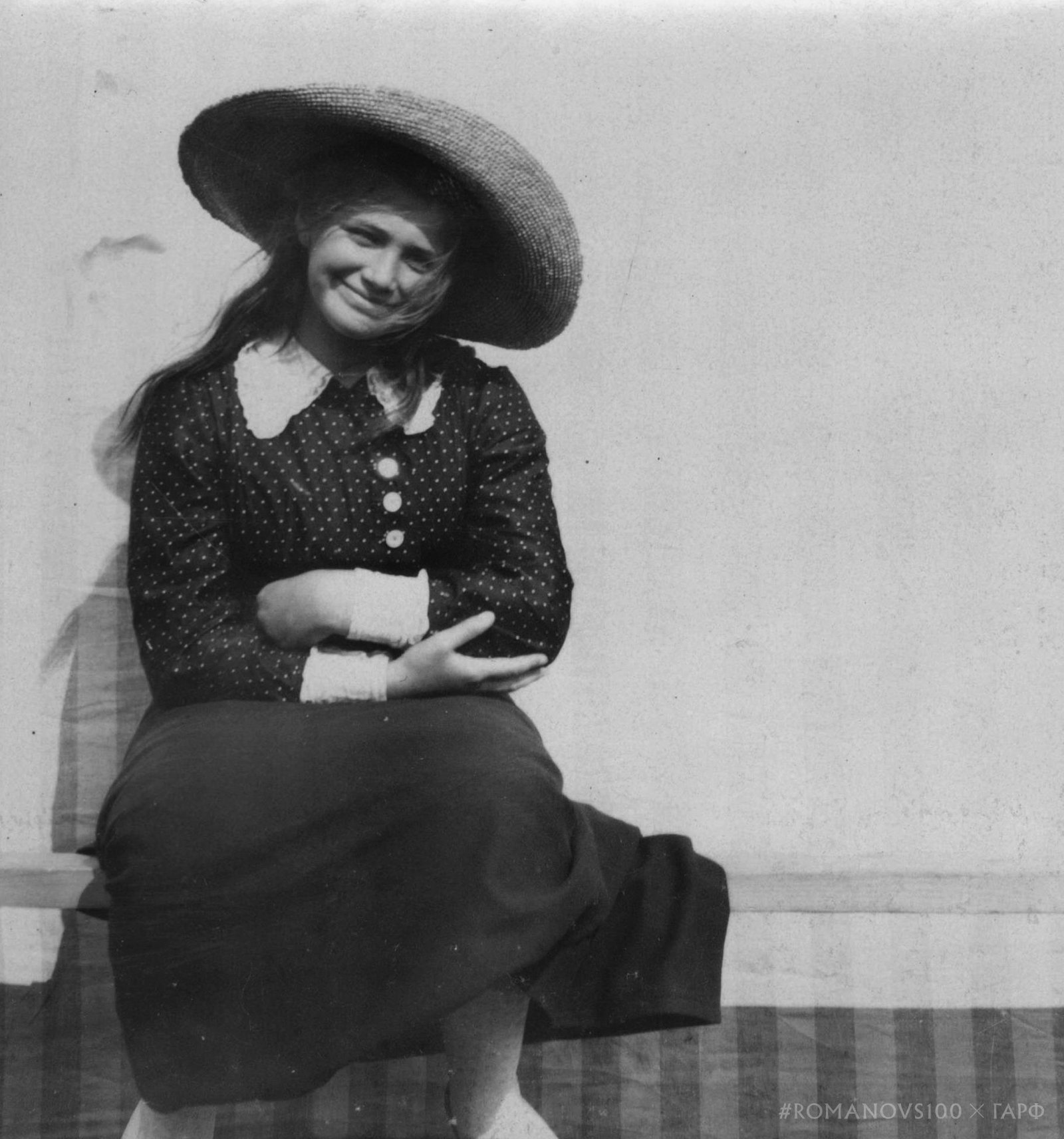
1912年または1913年。満面の笑みを見せるマリア

ロシア皇帝ニコライ2世とアレクサンドラ皇后の第三皇女、ロシア大公女マリア・ニコラエヴナは1899年6月14日（グレゴリオ暦で6月26日）に皇室が例年夏の時期を過ごすペテルゴフにあるアレクサンドリアの離宮で誕生した。妊娠中のアレクサンドラは数回気絶を経験し、車椅子生活を余儀なくされていた。ニコライ2世は「幸せな一日：主（キリスト）は私達に三女を授けて下さった。マリー、12時10分に無事に生まれた! アリックスはほとんど一晩中寝られず、朝になると痛みが強くなった。程なくして何もかもが終わったことを神に感謝! 私の最愛の人は終日、体調が良好な様子で、赤ちゃんに母乳を与えた」と日記に書いた。ニコライ2世の上の妹のクセニア・アレクサンドロヴナ大公女もこのイベントに関心を示し、「すべてが無事に終了し、待つ身の不安が遂に終わったことの嬉しさ! けれど、息子ではなかったという失望。かわいそうなアリックス! 私達はもちろん、男の子でも女の子でもどちらでも喜んではいるのだけど」と書いている。
ニコライ2世の家族の絆は強かったと言われている。4人姉妹はいつも仲良しで、マリアは特に妹のアナスタシアと仲が良く、多くの時間を過ごし、1つの寝室を共用していた。姉のオリガとタチアナも2人で1つの寝室を共用しており、彼女らが「大きなペア」と呼ばれていたのに対し、下の2人は「小さなペア」と呼ばれていた。4人はOTMAという合同のサインを結束の象徴として使用していた。 
4姉妹の身位の呼称である大公女は元のロシア語では「Великая Княжна（ヴェリーカヤ・クニャージナ）」と呼ばれ、英語では最も一般的に「Imperial Highness」、最も正確には「Grand Princess」と訳された。「Imperial Highness」はただの殿下に過ぎない「Royal Highnesses」と訳された他のヨーロッパの王女よりも序列が高いことを意味していた。
4姉妹は刺繍や編み物を教わり、チャリティーバザーに出品するための作品を準備することが求められた。また、祖父であるアレクサンドル3世の代からの質素な生活スタイルの影響を受けて厳しく育てられ、病気の時以外は枕無しで固い簡易型ベッドで眠り、朝に冷水浴をした。大きくなると、簡易ベッドは変わらぬものの、部屋の壁にはイコンや絵画や写真が飾られ、豪華な化粧台や、白や緑の刺繍を置いたクッションなどが入り、大きな部屋をカーテンで仕切って浴室兼化粧室として4人共同で使用した。10代になると、冷水浴をやめて夜にフランソワ・コティの香水の入った温水のバスを使用するようになったが、マリアは色々な香水を試した末に「リラ」を常時使用するようになった。4姉妹は簡易ベッドを流刑地まで持って行き、最後の夜もこのベッドの上で過ごすことになった。
1905年からニコライ2世は妻子をツァールスコエ・セローにある離宮アレクサンドロフスキー宮殿に常住させるようになり、5人の子供達は外界とほとんど途絶してこの宮殿内でアレクサンドラに溺愛されて育った。早朝から午後8時頃までは執務室で公務に励み、その後の時間は家族との団欒に当てることを日課としていたニコライ2世についても「国事に専念せずに家族の団欒を好んだ」という批判的な見方もあった。ニコライ2世一家が揃って公的の場に現れることは稀だったが、皇室内での出来事はすべて詳細に公表されており、特にマリアの弟のアレクセイが誕生して以降、一家の注目度は高まった。公的な活動や発言はすぐに写真入りの雑誌や新聞やニュース映画で報道され、その肖像入りの葉書、額縁、飾り皿は世界的なベストセラー商品となった。
マリア皇太后を筆頭とするロマノフ家の親戚はアレクサンドラの生活スタイルや子供の育て方を認めようとせず、長年一家との交際を避けていた。アレクサンドラの方もマリア皇太后の社交好きの生活スタイルを軽蔑していた。ニコライ2世の母親のマリア皇太后と彼女に似た性格の上の妹のクセニア・アレクサンドロヴナ大公女は華やかな帝都サンクトペテルブルクにとどまることを好み、離宮には滅多に顔を出さなかった。弟の中で唯一存命していたミハイル・アレクサンドロヴィチ大公に至ってはほとんど一度も離宮を訪れなかった。控えめな性格である下の妹のオリガ・アレクサンドロヴナ大公女のみが唯一アレクサンドラに同情的で、一家と親しい付き合いをしていた。外の世界と引き離された4人姉妹にとってコサックの近衛兵や皇室ヨット『スタンダルト』号の乗組員達は数少ない気軽に話が出来る相手であった。他の人間とも接する機会を与える必要性を感じていたオリガ・アレクサンドロヴナは毎週土曜日はサンクトペテルブルクからやって来てアレクサンドラを説得し、彼女達を町に連れ出した。まず叔母と4人娘はサンクトペテルブルク行きの汽車に乗り、アニチコフ宮殿にて祖母のマリア皇太后と昼食をともにし、その後にオリガ・アレクサンドロヴナの邸に行ってそこで他所から来た若い人々と一緒にお茶やダンス、ゲームを楽しんだ。この若い叔母は後年に「この少女達は一分も無駄にせずに楽しんだ」と回想している。
同時代の人々はマリアの外見の特徴について「明るい茶色の髪と大きな青い瞳（家族は彼女の瞳を「マリーのソーサー」と呼んだ）の持ち主」と説明した。幼い頃は細身の2人の姉と違ってぽっちゃりと太って丈夫に育ったので、母親のアレクサンドラが将来の結婚を考えて体重の増加を心配し、絶望に陥っていたほどであった。
アレクサンドラの親友で女官（侍女）を務めたアンナ・ヴィルボヴァはマリアについて「素晴らしい瞳とバラ色の頬を持っていた。肉付きの良い傾向があり、彼女の美しさをやや削いでしまうかなり厚い唇を有していた」と述べている。ニコライ2世一家とともに殺害された皇室主治医エフゲニー・ボトキンの娘、タチアナ・ボトキナは「穏やかで優しい目付きをしている」と感じたという。その容貌をサンドロ・ボッティチェッリの描く天使に例えられることもあった。大叔父のウラディミール・アレクサンドロヴィチ大公はいつも明るく笑顔の彼女を「愛らしい赤ん坊」と呼んで慈しんだ。
マリアは穏やかな気性であったが、いたずらな一面もあり、母親のティーテーブルからいくつかのビスケットを盗んだこともあった。アレクサンドラと女家庭教師は罰として夕食抜きで早寝させることを示唆したが、ニコライ2世は「私は常に、翼が成長していくのを恐れていた。彼女が唯一人間らしさを持った子供のように思えて嬉しい」と述べてこれに反対した。マリアは父親が大好きだった。「パパに会わせて」と言って頻繁に「保育室」から脱出しようとした。1901年にニコライ2世がクリミア滞在中に腸チフスに罹患し、瀕死の状態になった時は彼の小さな肖像画に毎晩キスをした。
政治に強い関心を持つアイルランド出身の保母、マーガレッタ・イーガーが友人とドレフュス事件について熱く議論している間、まだ幼かったマリアが浴槽から飛び出し、宮殿の廊下を全裸で走り回ったことがあった。叔母のオリガ・アレクサンドロヴナは後年に「幸いなことに私はちょうどその時に到着し、彼女を掴み、抱えていったが、ミス・イーガーはまだドレフュスについて話していた」と当時を回想した。
マーガレッタ・イーガーによると、まだアナスタシアが生まれて数ヶ月の頃に姉のオリガとタチアナは「保育室」内の一角に自分達のための椅子の家を建ててマリアを召使いのように扱い、彼女を仲間外れにした。イーガーはマリアとアナスタシアのためにもう一方の端に別に家を作ってあげたが、マリアの視線は常に部屋の反対側に向けられていた。
| 「 | 突然、彼女がその家の中を駆け抜けた。両方の姉を平手打ちしてから隣の部屋へ走り、人形にマントと帽子を着せて、小さなおもちゃを沢山抱えて戻って来た。「私は召使いにはならない、プレゼントをあげるような寛大で心優しい叔母になりたい」と彼女は言った。彼女はその後、プレゼントを渡して"彼女の姪"にキスをして腰を下ろした。他の子供達は互いに恥ずかしそうに顔を見合わせ、タチアナは「私達がかわいそうなマリーに冷たくし過ぎたから、彼女は私達を叩かずにはいられなかったのね」と言った。彼女達はこの時に家族の中でのそれぞれの立場を尊重することを学んだ。 | 」 |

マリアとアナスタシアはいつも同じ服を着ていた。2人は自分達の部屋に置かれた蓄音機を大音量で再生して一緒に曲のリズムに合わせて踊ったりもした。マリアは積極的で活発な妹に圧倒されがちであり、アナスタシアが歩いている人をつまずかせたり、誰かをからかったりした時に妹を制止することは出来なかったが、そのかわりにマリアはいつも相手に謝ろうとした。
フランス語の家庭教師を務めたピエール・ジリヤールはマリアは親切で温かい心の持ち主であり、彼女の姉達は「小さな太ったワンちゃん」と呼んでその性格の良さを多少なりとも利用していたと述べている。1910年にマリアはオリガに促されて、姉のオリガに彼女専用の部屋を与え、彼女がドレスの裾を降ろして長くするのを許可するように頼む手紙を母親に送った。マリアはのちに手紙を送るアイディアは自分自身が思い付いたことだと、アレクサンドラを説得しようとした。
1912年6月14日、マリアはロシア帝国陸軍マリア・ニコラエヴナ大公女殿下の第9カザン竜騎兵連隊の名誉連隊長に任命された。
マリアにはスケッチの才能があり、左利きだったと言われている。学業には基本的に無関心であった。10代後半になると、英語の家庭教師を務めるチャールズ・シドニー・ギブスを地面から持ち上げられるほどの怪力も発揮するようになった。思春期になると浮ついた感じになり、怠けがちで陽気過ぎるという欠点もあった。月経期間になると怒りっぽくなるため、母親と姉妹達はこれを「ベッカー夫人の来訪」などと表現した。

## 思春期の恋愛

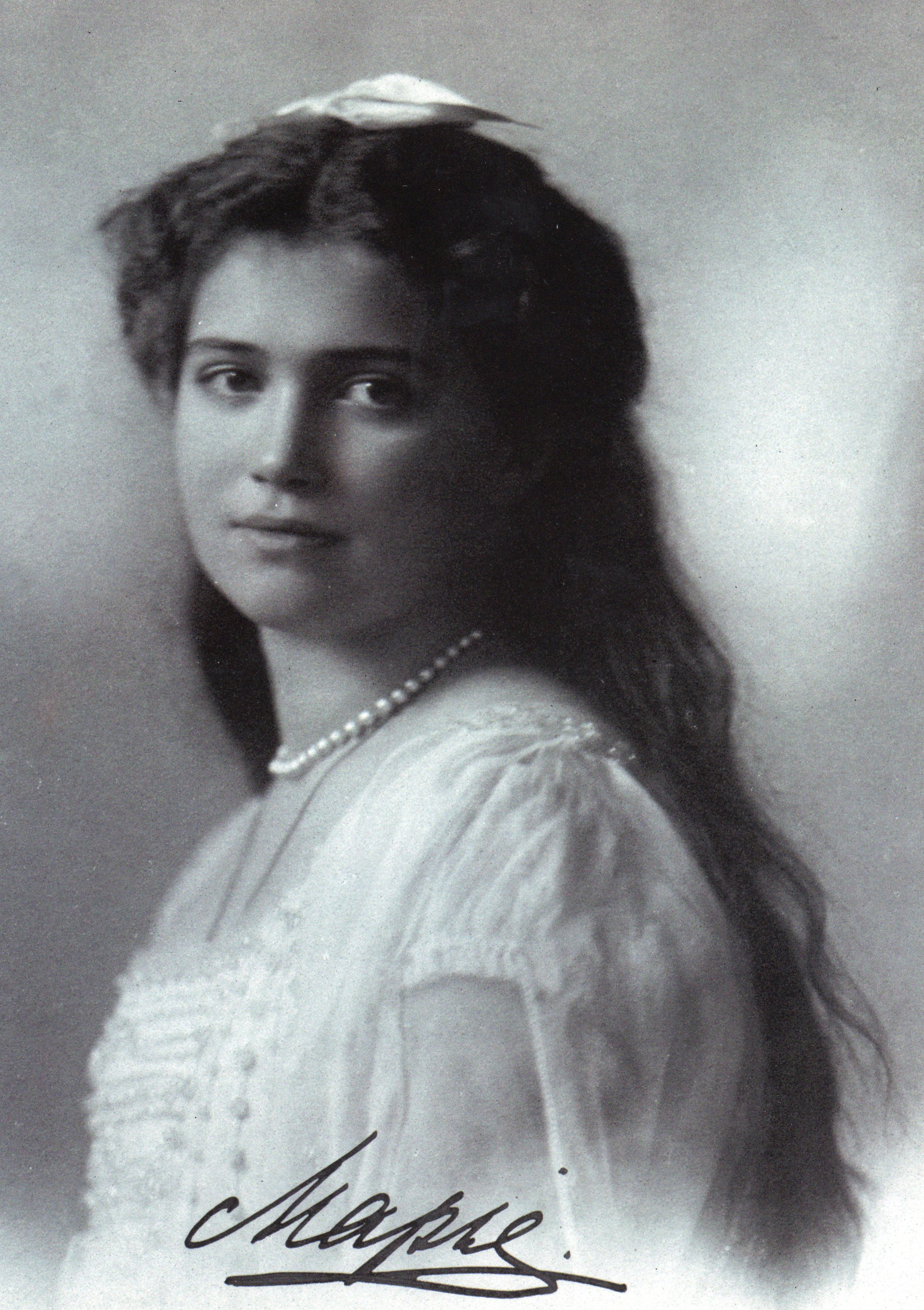
マリア自筆のサインカード。ルイス・マウントバッテンは1979年に爆死するまで自室のベッドの横にこの肖像写真を飾っていた

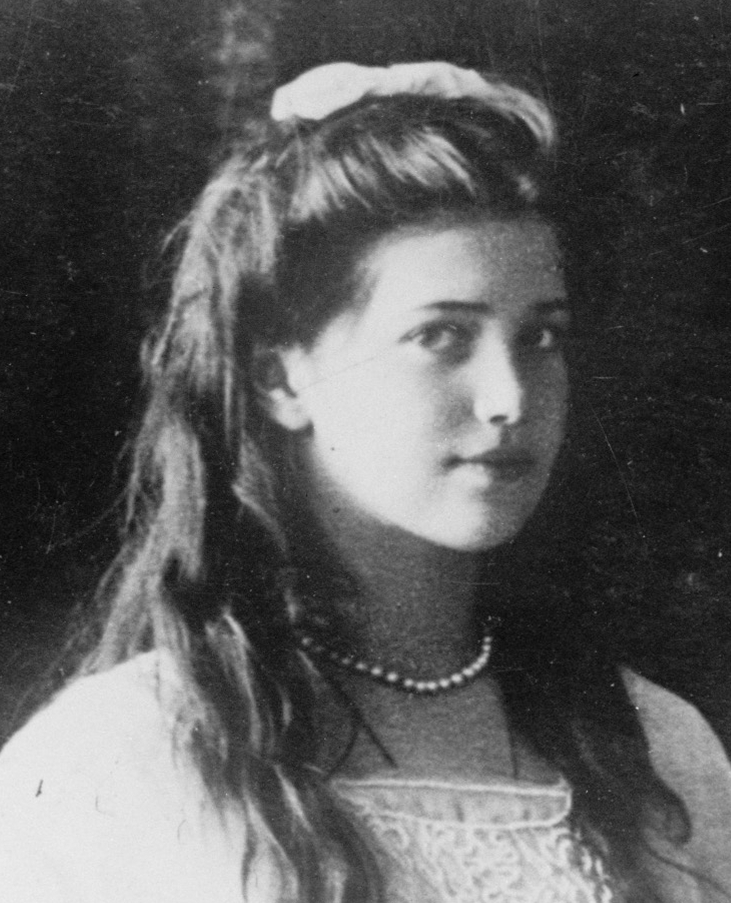
1914年

マリアが最も興味があるのは結婚や子供についてのお喋りをすることであった。ロシアの兵士と結婚し、子供は20人欲しいと語ったこともあった。
マーガレッタ・イーガーによると、マリアはかなり若い頃から兵士が好きだった。
| 「 | ある日、幼い大公女マリアは窓の外の兵士の連隊の行進を見て「ああ! 私はこの親愛なる兵士達が大好き。全員にキスしたいわ! 」と叫んだ。私は「マリー、いい女の子が兵士にキスしないで下さい」と言った。数日後、子供達のパーティーが開かれ、コンスタンチン大公の子供達も招待された。そのうちの1人は年齢が12歳に達し、コープドゥ士官候補生に選ばれ、その制服を着用して来ていた。彼は小さないとこマリーにキスをしたかったが、彼女は手で自分の口を覆い、離れて大きな威厳を持って「あっちへ行け! 兵士よ」と言った。「私は兵士にはキスをしない」。少年は本物の兵士のように扱われて大いに喜ぶと同時に少し残念がっていた。 | 」 |

1910年に、マリアは知り合った一人の若い男性に対する片想いに悩んでいたことが報告されている。アレクサンドラは同年12月6日の手紙で「彼のことであまり思い悩まないようにしなさい。これは私達の友人（グリゴリー・ラスプーチン）が言ったことです」と書き、人々がマリアの片想いについて不親切なことを言うかもしれないので、気持ちを胸の内にしまっておくのが最善だと助言している。
姉のタチアナも美人の誉れ高かったが、「ロマノフ家の伝統的な美しさ」を継承したと言われていたのはマリアであった。マリアのいとこで、彼女より1歳年下のルイス・マウントバッテンも好意を抱いていることを認めていた。「僕は彼女にすっかり夢中だ、結婚することに決めた。彼女以上に美しい女性なんか想像出来っこない! 」「ああ、彼女達（OTMA）は高貴でとても可愛らしく、写真で見るよりもはるかに美しい。僕はマリーに虜だ、彼女と結婚することに決めた。彼女は疑いようがないぐらいに素敵だった。僕は自分の寝室の暖炉棚に彼女の写真を置いている。常に飾ってある」と告白している。マウントバッテンはその後に結婚したが、生涯彼女の面影を追い続けた。1979年に爆殺されて非業の死を遂げた時に彼の寝室のベッドの横にはマリアの肖像写真が飾られていた。
かつて姉オリガの縁談相手であったルーマニア王国の王太子で又従兄のカロル（後のカロル2世）は1915年に皇宮を訪れた際、マリアとの婚約を申し込んだが、ニコライ2世はマリアはまだ結婚するには若過ぎるという理由で笑って取り合おうとしなかった。
第一次世界大戦中にマリアと彼女の姉妹、母親は時々、モギリョフにある軍総司令部（スタフカ）で最高司令官の任務を遂行する父親ニコライ2世と彼に同伴した弟アレクセイを訪問した。マリアはこの訪問中にニコライ・ドミトリエヴィッチ・デメンコフという名の当直将校に恋愛感情を抱いた。ツァールスコエ・セローに戻った後はしばしば「デメンコフによろしく伝えてね」とニコライ2世に頼み、皇帝に送る手紙に冗談で「デメンコフ夫人」と署名したこともあった。マリアはデメンコフのためにシャツを縫い、その後に2人は何度か電話でも話をして、デメンコフは贈られたシャツを気に入っていると話した。しかし、ロシア革命の勃発により、本格的な交際には至らずに終了した。姉妹はデメンコフに夢中のマリアを時々からかった。オリガはある日の日記に「明日、アーニャ（アンナ・ヴィルボヴァ）は･･･ヴィクトル・エラストヴィッチとデメンコフ（と私達全員）をお茶に招待します。当然のことながら、マリアはとても嬉しそうです! 」と取り上げている。

## ラスプーチンとの繋がり

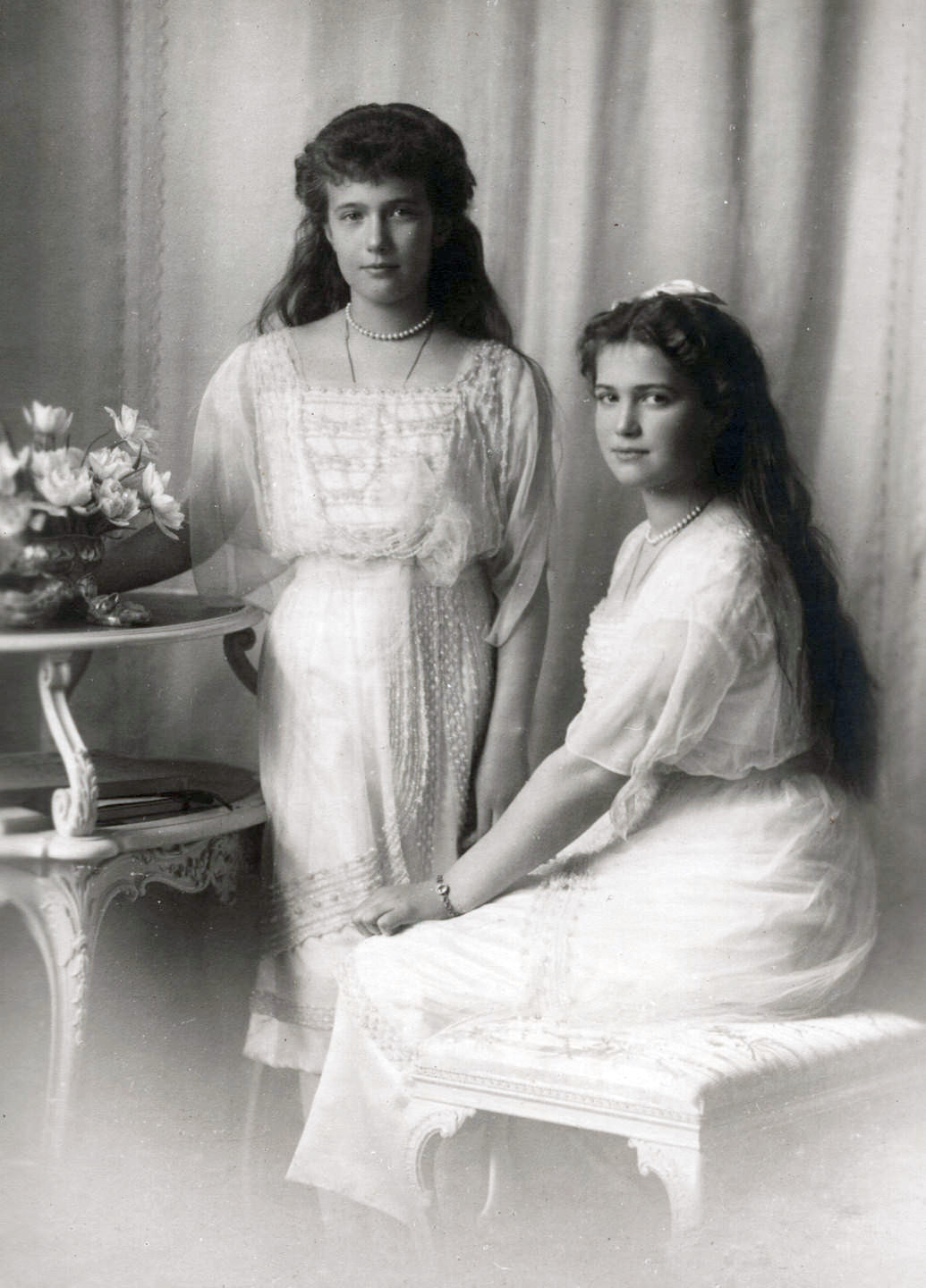
1914年頃。妹のアナスタシア（左）と

ピエール・ジリヤールは4人の大公女にとってアレクサンドラは絶対的な存在であり、母親が病気の時には4人娘が一歩も外出が出来なくなってしまうほどであったと述べている。息子アレクセイの病気を治したとしてアレクサンドラから信頼を勝ち得たグリゴリー・ラスプーチンと皇帝の子供達の親密な友情はやり取りされた手紙の内容からも明らかになっている。ラスプーチンは1908年に当時9歳のマリアに宛てて「私の親愛なるマ（マリア）よ! 海や自然とどんな風に話したのか教えておくれ! あなたの素直な心が好きだよ。私達は近いうちに会えるね! ではまたね」という内容の第一の電報を送っている。第二の電報では、「私の親愛なるマ（マリア）よ! 小さな友人よ! 主はあなたに苦難を乗り切るためのキリストの知恵と喜びを授けて下さるだろう。この世は既に日暮れ時のようだ。それが心配事なのだ」と送っている。1909年2月にはすべての子供達に「神の自然の全体を、特に彼が地上に創造した万物を愛しなさい。神の母は常に花や針仕事に従事されておられるのだ」と助言する電報を送っている。
ラスプーチンはある時から子供達の「保育室」への出入りも認められるようになり、保育室に勤務するソフィア・チュッチェヴァは出入りを禁止しようとして苦情を入れたが、アレクサンドラはこれに腹を立てて彼女に暇を言い渡した。その後、チュッチェヴァはアレクサンドラの姉であるエリザヴェータ・フョードロヴナらにニコライ2世一家の話をした。エリザヴェータは妹の目を覚まさせようと努力して自分から彼女に会いに行ったりもしたが効果は無く、最終的には不和が高じて互いに交際しなくなった。ラスプーチンが子供達の部屋を訪れた話については全ての報告で完全に潔白とされ、一家は憤慨した。チュッチェヴァはマリアの叔母のクセニアにも、ラスプーチンが寝る用意をしているオリガとタチアナのところまで行って彼女達と会話をして抱き締めたり撫でたりしているという話をした。また、ラスプーチンの話を彼女にしないように子供達が教えられていたことや保育室スタッフには彼の訪問を隠すように注意されていたという話もした。チュッチェヴァの話を聞いたクセニアは1910年3月15日に、ラスプーチンに対するアレクサンドラと彼女の子供達の態度について「非常に信じられないし、理解を通り越している」と書いている。
ラスプーチンはアレクサンドラのみならず、4人の大公女達までも誘惑したという噂が世間に広まった。印刷されない話が人から人へと伝わり、ラスプーチンがニコライ2世を室外に出してアレクサンドラと寝た、ラスプーチンが4人の大公女全員をレイプしたという噂まで飛び交う始末だった。ラスプーチンと敵対した修道司祭のイリオドルは彼から見せびらかされたアレクサンドラとその4人の娘達が彼に向けて書いた熱烈な手紙を盗み出し、そのコピーを大量にばらまいた。ラスプーチンとの性的関係を持っているかのように示唆する皇后、4人の大公女、アンナ・ヴィルボヴァのヌードが背景に描かれたポルノ漫画も登場した。
スキャンダルが広まった後、アレクサンドラについての悪評が広まるのを懸念したニコライ2世はラスプーチンに対してしばらくサンクトペテルブルクを離れるように命じ、ラスプーチンはパレスチナへの巡礼の旅に出た。こうした噂にもかかわらず、ラスプーチンと皇室の交流は1916年12月17日（グレゴリオ暦で12月29日）に彼が暗殺されるまで続いた。アレクサンドラは暗殺の11日前にニコライ2世に宛てた手紙で「私達の友人は、彼女達は年齢の割に困難な道筋を経験し、心が大いに成熟していると話して私達の女の子にとても満足しています」と書いている。
A・A・モルドヴィノフは回顧録の中で、ラスプーチンが暗殺されたニュースを知らされた夜に4人の大公女がいずれかのベッドルームのソファーの上に密接に身を寄せ合って座り、ひどく動揺していたことを報告している。暗いムードにあったことを振り返り、モルドヴィノフには彼女達が迫り来る政治的混乱を感知していたかのように思えたという。ラスプーチンはマリアと彼女の姉妹、その母親が裏面に署名したイコンで埋葬された。マリアも1916年12月21日のラスプーチンの葬儀に参列し、一家は彼が埋葬された場所に礼拝堂を建設することを計画した。
2年後の皇帝一家殺害を指揮したヤコフ・ユロフスキーは大公女が4人とも殺害された時にラスプーチンの写真に彼の祈りの言葉を添えた魔除けのロケットペンダントを首にかけていたと証言している。

## 血友病
マリアは母親と同じく血友病の遺伝子の保因者であった説が指摘されている。もし保因者であった場合には、次の世代に血友病患者が出た可能性が少なからずある。イギリス女王ヴィクトリアの5人の娘のうち、次女のアリス王女（アレクサンドラの母親）と五女のベアトリス王女が保因者であった。そして、マリアの弟のアレクセイが診断される前からアレクサンドラの母方の叔父のオールバニ公レオポルド王子、アレクサンドラの兄のフリードリヒ、アレクサンドラの甥のヴァルデマールとハインリヒが既に血友病を発症していた。
オリガ・アレクサンドロヴナは晩年にインタビューを受け、マリアが1914年12月に扁桃腺の切除手術を行おうとした時の状況を話している。あまりの激しい出血に、アレクサンドラから手術の続行を命じられた担当医師もひどく取り乱してしまったほどであった。姪が4人とも通常の人間よりも激しく出血したので、4人全員が母親と同様に血友病の遺伝子を保因していたと考えているという見解を示している。メンデルの法則の伴性劣性遺伝に従って血友病は女性によって遺伝されるが、稀な例外を除いて女性は基本的に罹病しない。血友病の無症候性キャリアの女性でも血液凝固障害を引き起こすことがあり、それが出産や扁桃腺切除などの外科的な処置を行う際に大量出血を引き起こす原因になる。
皇帝一家の遺骨のDNA鑑定によって2009年にマリアの弟のアレクセイが稀なタイプ（血友病の約20%にも満たない）の血友病Bを発症していたことと、彼の母親と4人の姉のうちの1人が血友病の遺伝子を保因していたことも証明された。それまでその症状からヴィクトリア女王の子孫の何人かは血友病に苦しんできたと結論付けられていたが、具体的な証拠が無かった。「王家の病」の発症者で最後に存命していたのは1945年に亡くなったヴァルデマールであった。ロシアの専門家は血友病の遺伝子を保因していた大公女をアナスタシアだと推定したが、アメリカ合衆国の専門家はその遺骨をマリアのものと推定しており、どちらの主張が正しいかは未だに謎のままである。

## 第一次世界大戦中の奉仕活動

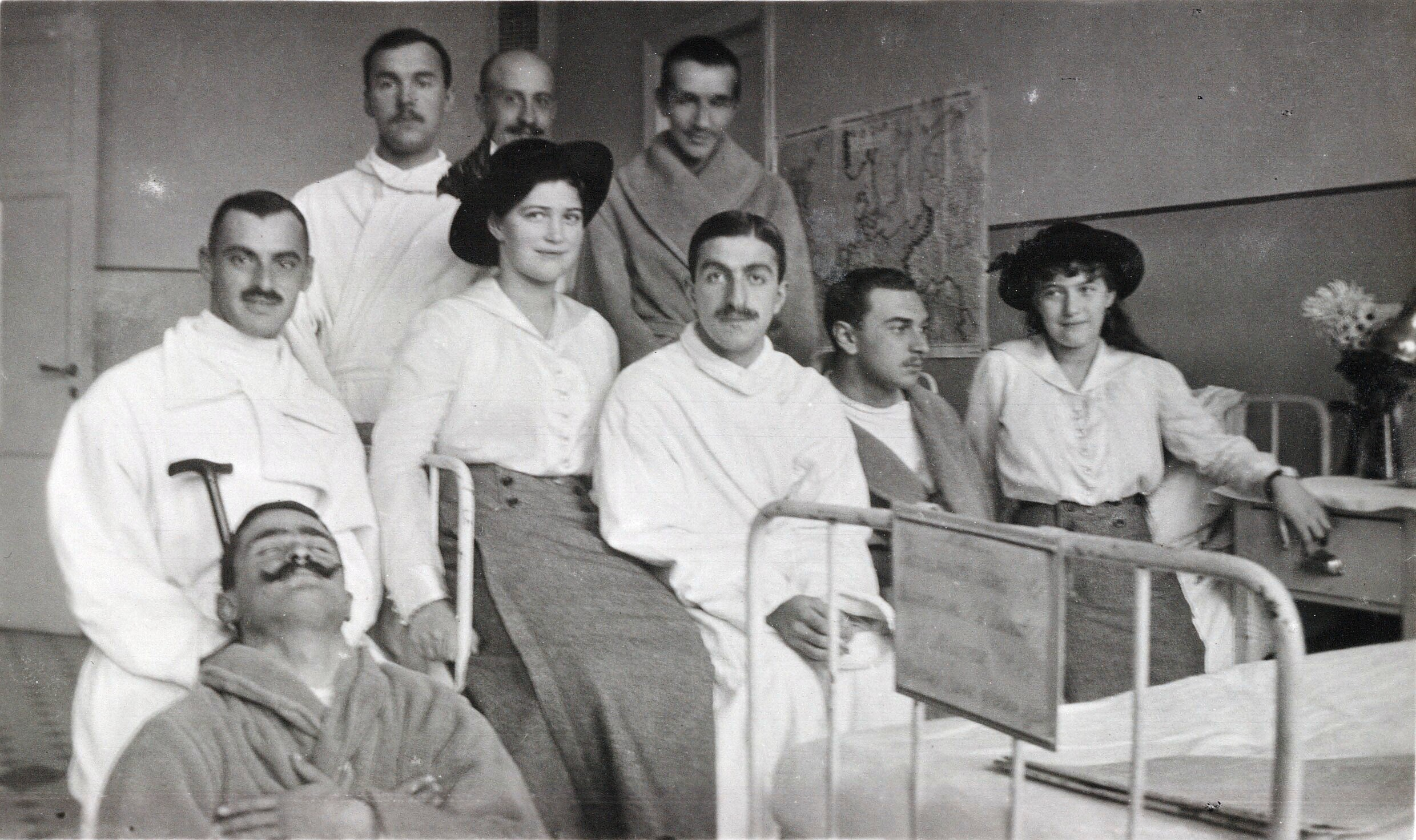
1915年頃。アナスタシア（右）とともに負傷兵を見舞うために病院を訪れたマリア

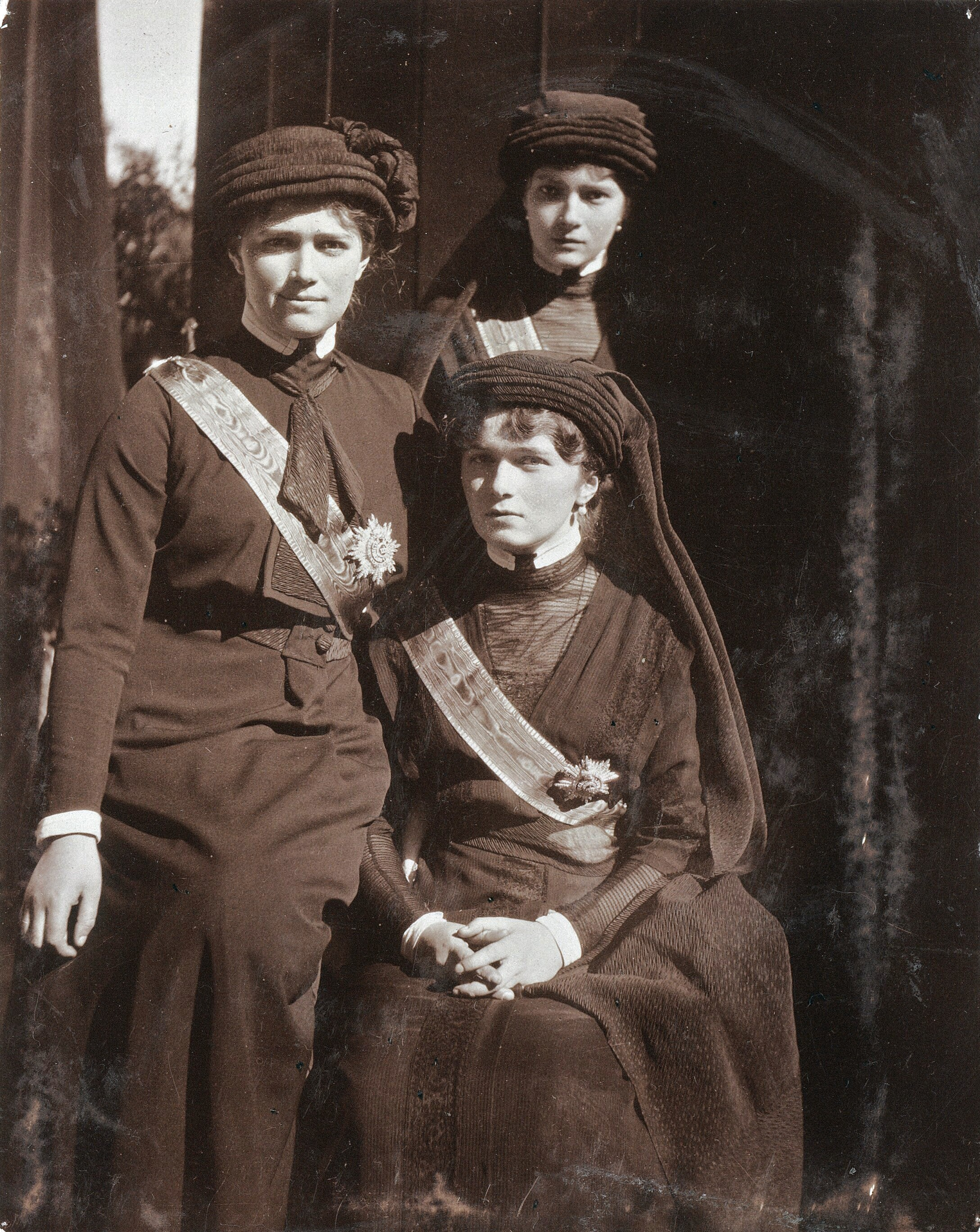
1915年コンスタンチン・コンスタンチノヴィチ大公の葬儀にて。姉のオリガ（右前）、タチアナ（後）

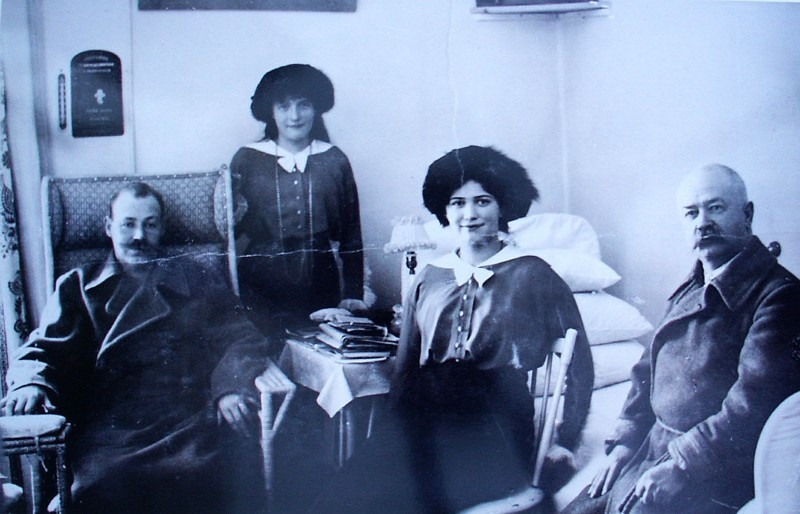
1916年。右から2番目

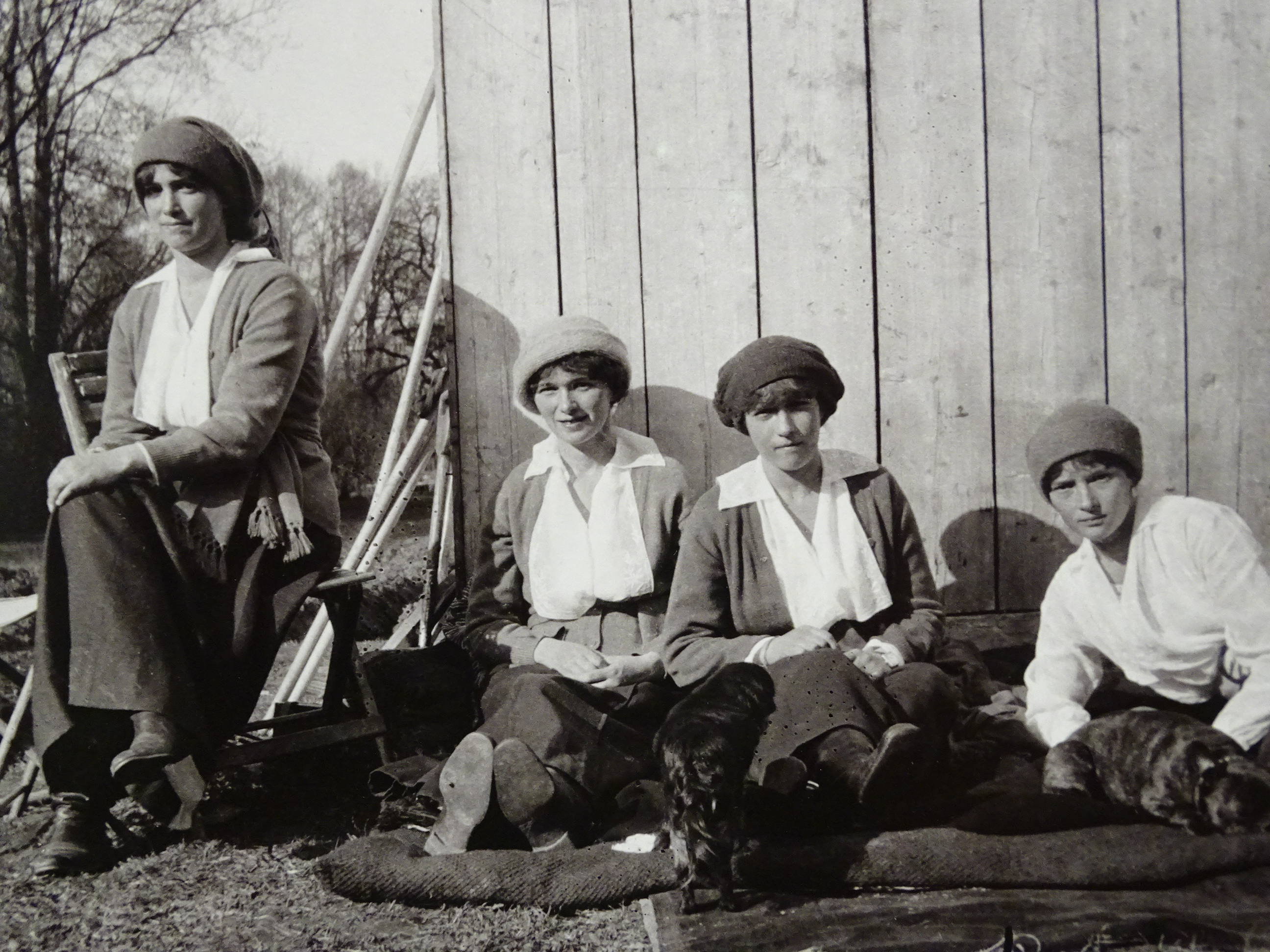
1917年春に軟禁下のツァールスコエ・セローにて。オリガ（左から2番目）、アナスタシア（左から3番目）、タチアナ（右端）と

第一次世界大戦中にマリアは妹のアナスタシアと一緒に、ツァールスコエ・セローの離宮の敷地内にある民間病院を訪問し、負傷兵を見舞った。負傷兵らと一緒にチェッカーやビリヤードで遊び、彼らの士気を高めようと努力した。ドミトリーという名の負傷兵はマリアの備忘録に彼女の愛称の一つ、「有名なマンドリフォリー」という署名を入れた。マリアとアナスタシアはここでの奉仕活動がたいへん自慢で、負傷兵の写真を撮影したり、負傷兵の話し相手になったりした。マリアは自分達と患者の写真を1冊のアルバムにまとめ、同病院の看護師を務めていたタチアナ・ボトキナにプレゼントした。
戦争中にマリアとアナスタシアは看護師の学校を訪問し、子供達の世話をすることも出来た。マリアはニコライ2世に送った手紙の中で子供達に食べさせたり、子供のあごからこぼれ落ちたおかゆを拭いてあげた時に父親のことが頭に浮かんだと書いている。

## ロシア革命と監禁
1917年2月23日（グレゴリオ暦で3月8日）に首都ペトログラードにおいて二月革命が勃発した。この前日にニコライ2世は最高司令官の職務を果たすべくモギリョフにあるスタフカに向かうために首都を離れたばかりだった。この大混乱のさなかにニコライ2世の5人の子供全員がはしかに襲われた。5人の子供の中で最も健康で、最後に罹患したマリアは皇室に忠誠を尽くすよう兵士達に嘆願するために2月28日（グレゴリオ暦で3月13日）夜にアレクサンドラと一緒に外に出た。まもなく病気になり、瀕死の状態になった。彼女は回復の兆しを見せるまで父親が退位したことを知らされなかった。このはしかが治った後、マリアは非常に細身の体型になった。アレクサンドラから退位を知らされた時の様子をマリアは「ママは嘆き悲しみました。私も泣きました。でも、その後のお茶の時にはみんなで笑おうと努めました」とアンナ・ヴィルボヴァに語っている。
まず1917年3月21日（以降グレゴリオ暦）にアレクサンドラとその子供達がツァールスコエ・セローの宮殿で逮捕され、翌22日はニコライ2世も宮殿に戻り、一家は自宅軟禁下に置かれた。次いで列車と汽船『ルーシ』号でシベリアのトボリスクまで移送され、1917年8月26日からこの地の旧知事公舎で生活を開始した。トボリスクの警護兵は友好的であり、大公女達も彼らとよく話をしたが、その中でもマリアは直ぐに彼らの妻や子供の名前を全部記憶してしまった。マリアは外を自由に散歩することが出来る場合に限り、いつまでもこの地に住んで幸せになるというコメントをトボリスク滞在時に残している。それでも、彼女は常に監視されていることは認識していた。全権委員がトボリスクに向かっているというニュースを聞いたマリアは所有物が探索されることを警戒してアナスタシアと一緒に、手紙だけで無く、自分達の日記まで焼き捨てている。

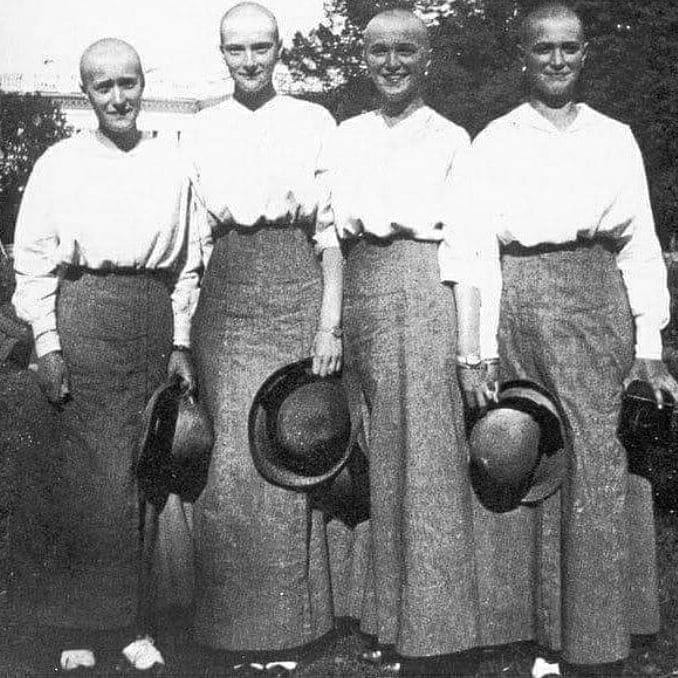
1917年、ツァールスコエ・セロー。左からアナスタシア、タチアナ、オリガ、マリア

トボリスク滞在時の4人の大公女ははしかに罹った際に髪の毛を全部剃ってしまったためにまだ短い髪のままだった。ニコライ2世は母親のマリア皇太后や妹のクセニアに頻繁に手紙を書いたが、アレクサンドラはアンナ・ヴィルボヴァら知人には熱心な信仰に関する思いを書き連ねていた手紙を送っていたものの、マリア皇太后には一通も手紙を送らなかった。母親に感化されていた娘達も祖母には一通も手紙を送らなかったと言われている。トボリスクでのマリアの様子を記憶しているクラウディア・ビットナーは回顧録の中で次のように述べている。
| 「 | マリア・ニコラエヴナは最も美しく、典型的なロシア人であり、気立てが良く、陽気で、穏やかで、心優しい少女だった。彼女はみんなと、とりわけ一般人、兵士との会話を好み、会話をすることが出来た。彼女はいつも兵士達と似た所が多かった。彼らは彼女の容貌や強さがアレクサンドル3世に似ていると述べた。彼女はとても力強かった。病気のアレクセイ・ニコラエヴィチを移動させる必要があった時は彼が「マーシャ、僕を背負って! 」と大声で叫び、彼女はいつも彼を背負っていた。人民委員パンクラトフは非常に彼女を愛し、あからさまに彼女を敬い慕っていた。描画や裁縫の能力に優れていた。 | 」 |

ニコライ2世夫妻が身柄をトボリスクからエカテリンブルクへ移送された際には、大公女の中でマリアは唯一同伴した。タチアナはアレクセイの面倒を見るために残る必要があり、アナスタシアはまだ若過ぎたし、オリガは病気がちになっていた。マリアは大好きな両親と運命をともにしたいと考えて同伴を決断し、「私が行くわ」と名乗り出た。アレクサンドラの友人のリリー・デーンは革命が彼女を「子供から女性に変えた」と書いている。

## イパチェフ館での生活
マリアと彼女の両親は1918年4月30日にエカテリンブルク市内にある周りに木の柵が張り巡らされたイパチェフ館に到着した。トボリスクに残った姉妹に送った手紙の中で、マリアは家族に対する規制が強化されることについての不安を述べている。1918年5月2日の手紙では「ああ、今は何もかもが複雑だわ」「私達は8ヶ月間平和に暮らしてきたけど、何もかも今はやり直し」と書いている。
イパチェフ館で当直勤務を行ったヴォロビエフはマリアと彼女の両親のイパチェフ館での様子について次のように言及している。
| 「 | 囚人達は起きたばかりで、いわゆる顔も洗わずに、私達と出会った。ニコライは鈍い目で私を見て、黙って会釈した。マリア・ニコラエヴナは反対に好奇心に燃えた目でじっと私を見つめ、何か聞きたそうだったが、どうやら自分の朝の化粧にうろたえたらしく、どぎまぎして、窓の方へ顔を背けた。アレクサンドラ・フョードロヴナは悪意に充ち、いつも片頭痛と胃弱に悩まされていて、私を見ようとはしなかった。彼女は湿布を頭にあててソファーベッドに半ば横たわっていた。 | 」 |

他の4人の子供達も後からイパチェフ館に到着し、一家は再会を喜び合った。その日の夜はマリアは床に寝て、自分のベッドにアレクセイを寝かせた。
イパチェフ館でもマリアは自ら進んで警護兵達と仲良くなろうとした。マリアは所持していたアルバムから写真を取り出してその家族について彼らと語り、解放されたらイギリスで新たな生活をスタートさせたいという彼女自身の希望を話した。警護兵の1人、アレクサンドル・ストレコチンは後年にふざけるのが大好きな少女だったと回想している。もう一人の警護兵はマリアについて感謝を持って彼女が健康的で美しく、威厳のある雰囲気は醸し出さず、親しみやすかったと述べている。かつて警護兵を務めた別の人物はエカテリンブルクでおそらくマリアがあまりにも彼らと親しく接し過ぎるためによく母親に小声できつく叱られていたことを回想している。前出のストレコチンは会話はいつも一人の10代の少女が「私達はとても退屈しています! トボリスクでは常に何かがありました。私は知っています! この犬の名前を言い当てて下さい! 」と笑いながらささやいて見張り番に歩み寄り、それから始まっていたことを書いている。
警護兵が身の程をわきまえずに下品なジョークを発してしまったために気分を害したタチアナが青ざめた顔で部屋から飛び出したことがあった。マリアは彼らをじっと見つめて「そのような恥ずべき言葉を使用しても自己嫌悪を感じないのは何故でしょう? 良家の女性に対してそのような軽口で言い寄って彼女が貴方に好意を持つと思いますか? 礼儀をわきまえたきちんとした男性であれば、仲良くやっていけます」と諭したという。21歳の警護兵イヴァン・クレスチェフは大公女の1人と結婚することを意図し、もし彼女の両親が反対した場合には彼女をイパチェフ館から救い出すことを周囲に話していた。
6月26日にマリアに好意を抱く警護兵の1人、イヴァン・スコロノドフはマリアの19歳の誕生日を祝うためにバースデーケーキを館に密かに持ち込んだ。マリアは家族から黙って姿を消し、館の抜き打ち検査を実施した2人の上司によってスコロノドフはマリアと一緒に発見され、スコロノドフは館から追放された。何人かの警護兵の回顧録には、この翌日のオリガとタチアナがマリアの軽率な行動に対してひどく怒っていたことが書かれている。特にオリガは敵の警護兵連中と仲良く出来るマリアが理解出来なかった。この事件以降、しばらくはアレクサンドラとオリガはマリアが自分の家族の人間では無いかのように彼女に冷たく接し、関わり合いを避けた。この事件を機に監視体制が強化された。アレクサンドラは翌日の日記に「私達は窓の下で私達の窓のどんな動きも見逃さず監視するよう厳しく見張りに命じる声を聞いた」と記している。
7月14日（日曜日）、ミサのためにロマノフ一家のもとを訪れた地元エカテリンブルクの司祭は死者のための祈りの時にマリアと彼女の家族全員が慣習に反して一斉にひざまずいたり、様子がいつもと違っていたと報告している。司祭は退出するために大公女達の前を通り過ぎた時、彼女達から小声でそっと「ありがとう」と言われたということも述べている。
ところが、7月15日のオリガを除く3人の大公女はお互いに冗談を言い合うなど上機嫌な様子で、館に派遣された4人の掃除婦が床を擦って磨くことが出来るように自分の部屋のベッドを移動させる手伝いまでしたという。姉妹達は両手と両膝を下について掃除婦を手助けし、警護兵が見ていない隙に彼女らに小声で話し掛けたりもした。4人の若い女性は全員とも前日の服装と同じ長い黒のスカートと白のシルクのブラウスであり、その短い髪は「ボサボサで乱雑」であった。姉妹達はマリアがアレクセイを持ち上げることが出来るほど力強いことを自慢したり、いかにして身体運動を楽しんでいるかなどを話していた。
7月16日、マリアの人生最後の一日。4人の大公女は午後4時に普段通りに父親と一緒に庭を散歩し、警護兵によると特に変わったところは見られなかった。夕食時に長い監禁生活の間にアレクセイを楽しませ続けてきた14歳の皿洗いの少年、レオニード・セドネフが館から姿を消していることが判明した。少年は殺害する対象から外すことが決まり、イパチェフ館から通りの向かいの警護兵の宿舎へ引っ越させていた。しかし、自分達を殺害する計画が立てられていることを知らない皇帝一家はセドネフの不在をひどく心配していた。タチアナと主治医のエフゲニー・ボトキンは夕方に新任の警護隊長ヤコフ・ユロフスキーのオフィスまで出向き、セドネフを復帰させるように要求した。ユロフスキーはセドネフは直ぐに戻ってくると伝えて説得しようとしたが、一家は納得しなかった。慎重に殺害の準備は進められ、一家は何も知らぬまま午後10時過ぎに眠りに付いた。
マリアは幸せな家庭生活を送ることを夢見ていたが、その夢が叶うことのないまま1918年7月17日未明、エカテリンブルク市内にあるイパチェフ館で家族、従者とともに銃殺された。

## 殺害

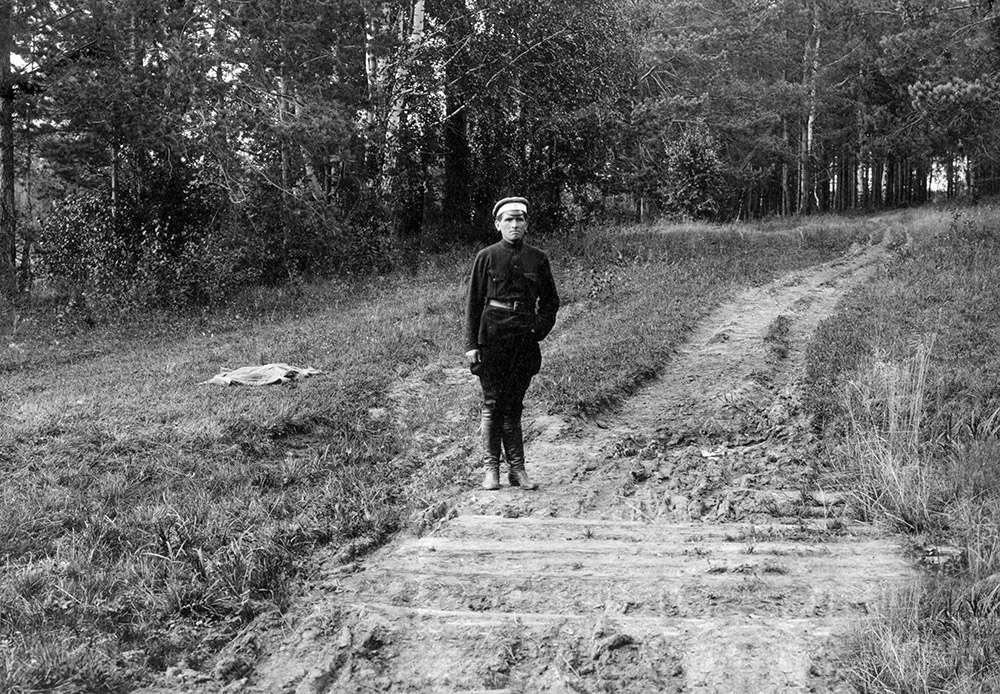
ニコライ2世らの遺骨を埋めた場所で誇らしげに記念撮影をするピョートル・エルマコフ

ニコライ2世一家とその従者らは1918年7月16日の夜に眠りに付いたが、翌17日午前1時半過ぎに起こされ、エカテリンブルク市内の情勢が不穏なので、全員イパチェフ館の地下2階に降りるように言われた。アナスタシアは一家の飼い犬、キング・チャールズ・スパニエルのジェミーを腕に抱いていた。自分とアレクセイのための椅子を求めていたアレクサンドラは彼女の息子の左横に座っていた。ニコライ2世はアレクセイの後ろに立っていた。ボトキン医師がニコライ2世の右横に立ち、マリアと彼女の姉妹は使用人達と一緒にアレクサンドラの後ろに立っていた。その後に一家らは約30分、支度に時間を掛けることを許された。銃殺隊が入室し、警護隊長ユロフスキーが殺害の実行を発表した。マリアと彼女の家族はしばらく言葉にならない叫び声を上げていた。
最初の銃の一斉射撃によってニコライ2世、アレクサンドラ、料理人のイヴァン・ハリトーノフ、フットマンのアレクセイ・トルップが殺害され、ボトキンとメイドのアンナ・デミドヴァが負傷した。マリアは背面のドアから部屋を脱出しようとしたが、ドアは開かないように閉じられた。酒に酔った殺害実行者の一人、ピョートル・エルマコフはドアをガタガタさせて逃げようとするマリアに狙いを定めた。エルマコフの弾丸がマリアの太腿に当たり、マリアはアナスタシアやデミドヴァとともに床に倒れ、うめき声を上げた。その後の数分間でボトキン、彼女の弟のアレクセイ、彼女の姉のオリガとタチアナが死亡した。マリアとアナスタシアは負傷していたが、まだ生きていた。エルマコフの証言によると、銃剣でマリアを刺してみたが、服に縫い付けてあった宝石によって保護され、最終的に銃で頭部を撃った。しかし、ほぼ確実にマリアの頭蓋骨には銃弾の傷跡が見られない。また、エルマコフはアナスタシアの頭部も銃で撃ったと主張している。遺体を建物の外へ移動させようとしている時にマリアが意識を取り戻し、悲鳴を上げた。エルマコフは再び彼女を刺したが失敗し、静かになるまで彼女の顔を突き続けた（この証言をしたストレコティンは銃剣で刺殺されたアナスタシアをマリアと間違えている可能性がある。また刺された箇所は顔ではなく胸全体かもしれない）。マリアの頭蓋骨の顔面部分は実際に破壊されたが、ユロフスキーは被害者の顔面は埋葬場所に着いてからライフル銃の台尻部分で粉々にされたと書いた。マリアは確実に彼女の家族と一緒に死亡したと見られているものの、彼女の死の直接の原因は謎のままである。

## 生存の噂と遺骨の発見

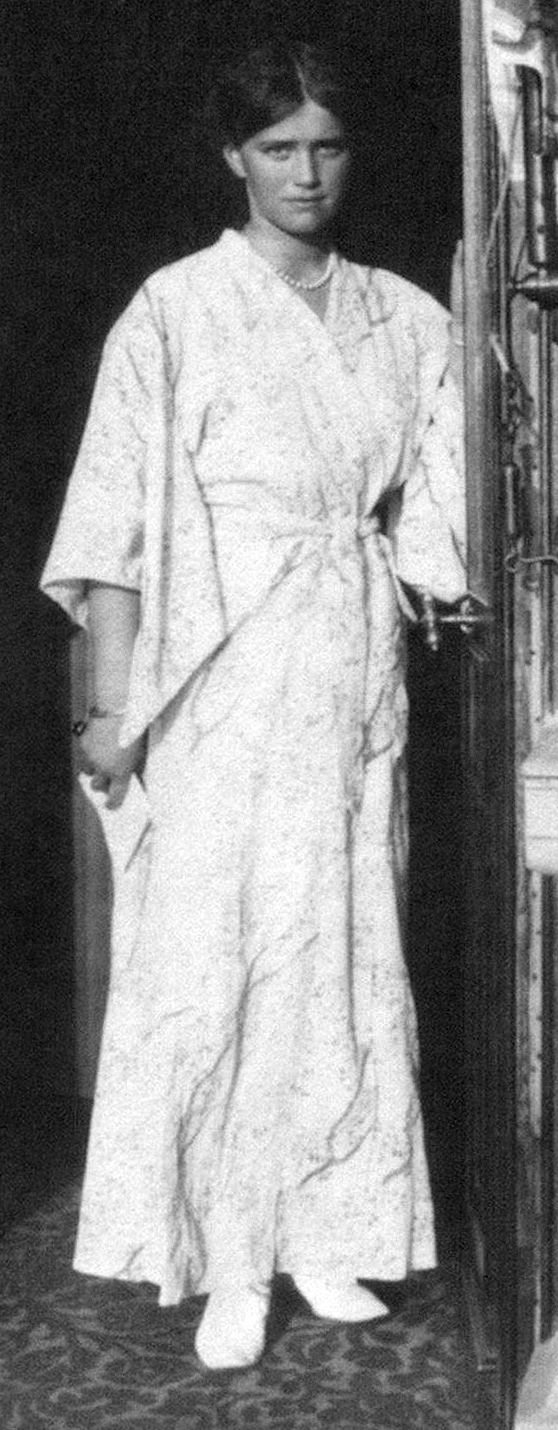
1915年頃。着物風のガウンを身に付けたマリア。オリエンタルファッションが当時流行していた

警護兵の何人かの証言は警護兵が生存者を救出する可能性があったことを示している。ユロフスキーは殺害に関わった警護兵達に彼のオフィスに来て、殺害後に一家から盗んだ物品を返却するように要求した。犠牲者の遺体の大部分がトラック内、地下、家の廊下に放置された時、大体の時間のスパンは伝えられていた。皇帝一家に同情的で殺害に参加していなかった何人かの警護兵は地下室に居残っていた。
マリアが生き残ったという主張がこれまでに何度かされてきた。最も有名な例として、チェスラヴァ・シャプスカがマリアであったという言い伝えが広まり、その孫のアレクシス・ブリメイヤーは自分を「アレクセイ・アンジュ・ド・ブルボン＝コンデ・ロマノフ＝ドルゴルーキー王子」と称した。彼によると、祖母はルーマニアに逃れて結婚し、娘オリガ・ペアタを産んだと述べた。しかし、彼は自分達の爵位を悪意を持って使用したと憤慨するドルゴルーコフ家やベルギーにあるロシア貴族の子孫協会から1971年に提訴された後、ベルギーの裁判所で懲役18ヶ月を宣告された。
マリアとその妹アナスタシアであると主張する2人の若い女性が1919年にウラル山脈の奥地にある山村で司祭によって匿われ、1964年に亡くなるまでこの地で修道女に姿を変え、怯えながら2人一緒に暮らしたという話が伝えられている。それぞれマリア・ニコラエヴナとアナスタシア・ニコラエヴナの名で埋葬された。
これより最近では、ガブリエル・ルイス・デュバルがその著書の中で祖母のグラニー・アリーナは大公女マリアだったかもしれないと主張した。デュバルによると、彼の祖母はフランクという名の男と結婚して南アフリカ連邦に移住し、1969年に死亡したという。
1991年にニコライ2世一家とその従者のものと見られる遺骨がエカテリンブルク近郊の森の中で大量に発掘された。埋葬地は1979年夏に発見されていたが、当時はまだ共産主義体制下であったためにその事実は公表されずに元の場所に再び埋められた。しかし、発掘された遺骨は9体のみで2人の遺骨が欠落していたため、欠落している大公女の遺骨がマリアかアナスタシアかでアメリカとロシアの専門家の間でジレンマがあった。ロシアの法医学博士セルゲイ・アブラモフはコンピュータプログラムを用いて最年少の大公女の写真と犠牲者の頭蓋骨を比較してその一つがアナスタシアのものだと特定し、他のロシアの専門家も彼の調査結果であるこの結論を受け入れた。ロシアの専門家は大公女の頭蓋骨のいずれもがマリアの特徴であった前歯の間の隙間を有していなかったと述べた。これに対し、アメリカの法医学博士ウィリアム・メイプルズのチームは女性の遺骨のいずれもが、鎖骨や脊椎が成熟しており、親知らずが発達しているなど、17歳のアナスタシアに見られるであろう未熟さの証拠を示さなかったので、欠落している遺骨はアナスタシアのものであると判断した。1998年にニコライ2世夫妻と大公女3人の遺骨が埋葬された時には、およそ5フィート7インチ（約170cm）とされた遺骨はアナスタシアの名の下に埋葬された。エカテリンブルクの一家殺害事件6ヶ月前に4人の大公女を写した写真はマリアがアナスタシアよりも何インチも高く、オリガよりも背が高かったことを証明している。遺骨の一部が破損して欠けていたためであったが、この身長は推定値であった。メイプルズはロシアチームが頭蓋骨の高さと幅を推定するために、損傷された顔をお粗末なやり方で復元しようとしたことを非難し、細心の注意を払い、慎重にやらなければ正確な復元は不可能だと主張した。
ミトコンドリアDNAを比較した結果、4体の女性の遺骨とアレクサンドラの一番上の姉ヴィクトリアの孫、エディンバラ公フィリップ王配に遺伝的な繋がりがあることが確認された。ヤコフ・ユロフスキーは手記の中で、埋葬地とは別の場所で2体の遺骨を焼却したと述べている。
2007年8月23日に、ロシアの考古学者はユロフスキーが残した資料に埋葬地として記載した場所と一致すると見られるエカテリンブルク近郊の場所で2体の焼かれた骨格の一部を発見したと発表した。考古学者は10歳から13歳ぐらいまでの年齢の少年と18歳から23歳ぐらいまでの年齢の若い女性のものであったと述べた。アナスタシアは殺害当時17歳1ヶ月、マリアは19歳1ヶ月であり、唯一発見されていなかった大公女の遺体はマリアのものと推測された。遺骨と一緒に「硫酸の容器の破片、釘、木箱から金属片及び様々な口径の弾丸」が発見され、遺骨探索には金属探知機が使用された。2008年4月30日にスヴェルドロフスク州の知事、エドゥアルト・ロッセリはアメリカの遺伝子研究所で実施された検査で2体の遺骨がアレクセイとマリアのものであったと確認されたと明かし、「我々は今、家族全員を発見した」と述べた。2009年3月に、2体の遺骨はアレクセイと彼の姉の大公女のいずれかのものであったことがDNA鑑定によって証明されたことが正式に発表された。この結果、皇帝一家が殺害されてから90年以上が経過して全員がエカテリンブルクで殺害され、一人も生存していなかったことが科学的手法によって証明された。

## 列聖と再評価
1918年7月17日のエカテリンブルクの他の殺人被害者と同じく1981年に在外ロシア正教会によって致命者として列聖された。その19年後の2000年にはロシア正教会もマリアと彼女の他の6人の家族を新致命者として列聖した。
2009年10月16日にロシア連邦検察庁はニコライ2世一家を含めたボリシェヴィキによる赤色テロの犠牲者52名の名誉回復を発表した。
2015年9月11日にロシア連邦政府はマリアとアレクセイを家族と一緒に正式に埋葬する計画を発表したが、ロシア正教会は2人の身元確認に関するさらなる調査を要求している。ロシア当局はニコライ2世とアレクサンドラの遺体を再発掘し、ニコライ2世の祖父にあたるアレクサンドル2世の血液サンプルも入手するなどして、身元照合を進めている。
2023年現在、マリアとアレクセイの遺骨はモスクワにあるロマノフ家ゆかりのノヴォスパスキー修道院に安置されたままである。

## 系譜
|  | |  |  |  |  |  |  |  |  |  |  |  |  |  |  |  |
|  | 16. ロシア皇帝ニコライ1世                                                                            |  |  |  |  |  |  |  |  |  |  |  |  |  |  |  |
|  | |  |  |  |  |  |  |  |  |  |  |  |  |  |  |  |
|  | |  |  |  |  |  |  |  |  |  |  |  |  |  |  |  |
|  | 8. ロシア皇帝アレクサンドル2世                                                                       |  |  |  |  |  |  |  |  |  |  |  |  |  |  |  |
|  | |  |  |  |  |  |  |  |  |  |  |  |  |  |  |  |
|  | |  |  |  |  |  |  |  |  |  |  |  |  |  |  |  |
|  | 17. プロイセン王女シャルロッテ                                                                       |  |  |  |  |  |  |  |  |  |  |  |  |  |  |  |
|  | |  |  |  |  |  |  |  |  |  |  |  |  |  |  |  |
|  | |  |  |  |  |  |  |  |  |  |  |  |  |  |  |  |
|  | 4. ロシア皇帝アレクサンドル3世                                                                       |  |  |  |  |  |  |  |  |  |  |  |  |  |  |  |
|  | |  |  |  |  |  |  |  |  |  |  |  |  |  |  |  |
|  | |  |  |  |  |  |  |  |  |  |  |  |  |  |  |  |
|  | 18. ヘッセン大公ルートヴィヒ2世                                                                      |  |  |  |  |  |  |  |  |  |  |  |  |  |  |  |
|  | |  |  |  |  |  |  |  |  |  |  |  |  |  |  |  |
|  | |  |  |  |  |  |  |  |  |  |  |  |  |  |  |  |
|  | 9. ヘッセン大公女マリー                                                                              |  |  |  |  |  |  |  |  |  |  |  |  |  |  |  |
|  | |  |  |  |  |  |  |  |  |  |  |  |  |  |  |  |
|  | |  |  |  |  |  |  |  |  |  |  |  |  |  |  |  |
|  | 19. バーデン大公女ヴィルヘルミーネ                                                                   |  |  |  |  |  |  |  |  |  |  |  |  |  |  |  |
|  | |  |  |  |  |  |  |  |  |  |  |  |  |  |  |  |
|  | |  |  |  |  |  |  |  |  |  |  |  |  |  |  |  |
|  | 2. ロシア皇帝ニコライ2世                                                                             |  |  |  |  |  |  |  |  |  |  |  |  |  |  |  |
|  | |  |  |  |  |  |  |  |  |  |  |  |  |  |  |  |
|  | |  |  |  |  |  |  |  |  |  |  |  |  |  |  |  |
|  | 20. シュレースヴィヒ＝ホルシュタイン＝ゾンダーブルク＝グリュックスブルク公フリードリヒ・ヴィルヘルム |  |  |  |  |  |  |  |  |  |  |  |  |  |  |  |
|  | |  |  |  |  |  |  |  |  |  |  |  |  |  |  |  |
|  | |  |  |  |  |  |  |  |  |  |  |  |  |  |  |  |
|  | 10. デンマーク国王クリスチャン9世                                                                    |  |  |  |  |  |  |  |  |  |  |  |  |  |  |  |
|  | |  |  |  |  |  |  |  |  |  |  |  |  |  |  |  |
|  | |  |  |  |  |  |  |  |  |  |  |  |  |  |  |  |
|  | 21. ヘッセン＝カッセル方伯女ルイーゼ・カロリーネ                                                     |  |  |  |  |  |  |  |  |  |  |  |  |  |  |  |
|  | |  |  |  |  |  |  |  |  |  |  |  |  |  |  |  |
|  | |  |  |  |  |  |  |  |  |  |  |  |  |  |  |  |
|  | 5. デンマーク王女ダウマー                                                                            |  |  |  |  |  |  |  |  |  |  |  |  |  |  |  |
|  | |  |  |  |  |  |  |  |  |  |  |  |  |  |  |  |
|  | |  |  |  |  |  |  |  |  |  |  |  |  |  |  |  |
|  | 22. ヘッセン＝カッセル方伯ヴィルヘルム                                                               |  |  |  |  |  |  |  |  |  |  |  |  |  |  |  |
|  | |  |  |  |  |  |  |  |  |  |  |  |  |  |  |  |
|  | |  |  |  |  |  |  |  |  |  |  |  |  |  |  |  |
|  | 11. ヘッセン＝カッセル方伯女ルイーゼ                                                                 |  |  |  |  |  |  |  |  |  |  |  |  |  |  |  |
|  | |  |  |  |  |  |  |  |  |  |  |  |  |  |  |  |
|  | |  |  |  |  |  |  |  |  |  |  |  |  |  |  |  |
|  | 23. デンマーク王女ルイーセ・シャロデ                                                                 |  |  |  |  |  |  |  |  |  |  |  |  |  |  |  |
|  | |  |  |  |  |  |  |  |  |  |  |  |  |  |  |  |
|  | |  |  |  |  |  |  |  |  |  |  |  |  |  |  |  |
|  | 1. ロシア大公女マリア・ニコラエヴナ                                                                  |  |  |  |  |  |  |  |  |  |  |  |  |  |  |  |
|  | |  |  |  |  |  |  |  |  |  |  |  |  |  |  |  |
|  | |  |  |  |  |  |  |  |  |  |  |  |  |  |  |  |
|  | 24. ヘッセン大公ルートヴィヒ2世 (= 18)                                                               |  |  |  |  |  |  |  |  |  |  |  |  |  |  |  |
|  | |  |  |  |  |  |  |  |  |  |  |  |  |  |  |  |
|  | |  |  |  |  |  |  |  |  |  |  |  |  |  |  |  |
|  | 12. ヘッセン大公子カール                                                                             |  |  |  |  |  |  |  |  |  |  |  |  |  |  |  |
|  | |  |  |  |  |  |  |  |  |  |  |  |  |  |  |  |
|  | |  |  |  |  |  |  |  |  |  |  |  |  |  |  |  |
|  | 25. バーデン大公女ヴィルヘルミーネ (= 19)                                                            |  |  |  |  |  |  |  |  |  |  |  |  |  |  |  |
|  | |  |  |  |  |  |  |  |  |  |  |  |  |  |  |  |
|  | |  |  |  |  |  |  |  |  |  |  |  |  |  |  |  |
|  | 6. ヘッセン大公ルートヴィヒ4世                                                                       |  |  |  |  |  |  |  |  |  |  |  |  |  |  |  |
|  | |  |  |  |  |  |  |  |  |  |  |  |  |  |  |  |
|  | |  |  |  |  |  |  |  |  |  |  |  |  |  |  |  |
|  | 26. プロイセン王子ヴィルヘルム                                                                       |  |  |  |  |  |  |  |  |  |  |  |  |  |  |  |
|  | |  |  |  |  |  |  |  |  |  |  |  |  |  |  |  |
|  | |  |  |  |  |  |  |  |  |  |  |  |  |  |  |  |
|  | 13. プロイセン王女エリーザベト                                                                       |  |  |  |  |  |  |  |  |  |  |  |  |  |  |  |
|  | |  |  |  |  |  |  |  |  |  |  |  |  |  |  |  |
|  | |  |  |  |  |  |  |  |  |  |  |  |  |  |  |  |
|  | 27. ヘッセン＝ホンブルク方伯女マリアンヌ                                                             |  |  |  |  |  |  |  |  |  |  |  |  |  |  |  |
|  | |  |  |  |  |  |  |  |  |  |  |  |  |  |  |  |
|  | |  |  |  |  |  |  |  |  |  |  |  |  |  |  |  |
|  | 3. ヘッセン大公女アリックス                                                                          |  |  |  |  |  |  |  |  |  |  |  |  |  |  |  |
|  | |  |  |  |  |  |  |  |  |  |  |  |  |  |  |  |
|  | |  |  |  |  |  |  |  |  |  |  |  |  |  |  |  |
|  | 28. ザクセン＝コーブルク＝ゴータ公エルンスト1世                                                      |  |  |  |  |  |  |  |  |  |  |  |  |  |  |  |
|  | |  |  |  |  |  |  |  |  |  |  |  |  |  |  |  |
|  | |  |  |  |  |  |  |  |  |  |  |  |  |  |  |  |
|  | 14. ザクセン＝コーブルク＝ゴータ公子アルバート                                                       |  |  |  |  |  |  |  |  |  |  |  |  |  |  |  |
|  | |  |  |  |  |  |  |  |  |  |  |  |  |  |  |  |
|  | |  |  |  |  |  |  |  |  |  |  |  |  |  |  |  |
|  | 29. ザクセン＝ゴータ＝アルテンブルク公女ルイーゼ                                                     |  |  |  |  |  |  |  |  |  |  |  |  |  |  |  |
|  | |  |  |  |  |  |  |  |  |  |  |  |  |  |  |  |
|  | |  |  |  |  |  |  |  |  |  |  |  |  |  |  |  |
|  | 7. イギリス王女アリス                                                                                |  |  |  |  |  |  |  |  |  |  |  |  |  |  |  |
|  | |  |  |  |  |  |  |  |  |  |  |  |  |  |  |  |
|  | |  |  |  |  |  |  |  |  |  |  |  |  |  |  |  |
|  | 30. ケント・ストラサーン公エドワード                                                                 |  |  |  |  |  |  |  |  |  |  |  |  |  |  |  |
|  | |  |  |  |  |  |  |  |  |  |  |  |  |  |  |  |
|  | |  |  |  |  |  |  |  |  |  |  |  |  |  |  |  |
|  | 15. イギリス女王ヴィクトリア                                                                         |  |  |  |  |  |  |  |  |  |  |  |  |  |  |  |
|  | |  |  |  |  |  |  |  |  |  |  |  |  |  |  |  |
|  | |  |  |  |  |  |  |  |  |  |  |  |  |  |  |  |
|  | 31. ザクセン＝ゴータ＝アルテンブルク公女ヴィクトリア                                                 |  |  |  |  |  |  |  |  |  |  |  |  |  |  |  |
|  | |  |  |  |  |  |  |  |  |  |  |  |  |  |  |  |
|  | |  |  |  |  |  |  |  |  |  |  |  |  |  |  |  |

## 彼女をモデルにした人物が登場する作品
- 名探偵コナン 世紀末の魔術師 - ロマノフ家を題材としたストーリーで、1999年に公開。マリアの遺骨が見つかっていなかった理由について独自のストーリーで語られている。作中での設定はロシア革命後に一家が銃殺される直前、マリアのみインペリアル・イースター・エッグの技師だった日本人男性に助けられ、日本へ亡命。彼女はその男性と恋に落ちるも、娘を授かった直後に死亡。マリアの遺体は男性がロシアの革命軍から守る為に、彼女が遺した宝石を売って横須賀市内に建てられた城の地下室に埋葬されていた、と劇中の登場人物（コナン）によって推測されている。